# Соломон Берк
Соломон Берк (енгл. Solomon Burke; Филаделфија, 21. март 1940 — Амстердам, 10. октобар 2010) био је амерички соул певач и текстописац. 
У младости је био католички проповедник и често се сусретао са Мартином Лутером Кингом. Почео је као водитељ радио-емисије посвећене соулу, да би потписао уговор са Атлантик рекордсом и тако започео самосталну каријеру.

## Биографија
Током 60-их година 20. века објавио је неколико запажених синглова, од којих је најпознатији био "Everybody Needs Somebody to Love", који су касније обрадили многи други музичари. Главни жанрови у којима се опробао су били блуз, ритам и блуз и соул, чиме је стекао титуле Краља рока и соула те Епископа соула. Неки га називају и Мухамедом Алијем соула.
Беркова музика је коришћена у многим филмовима, као што су ("Браћа Блуз", "Прљави плес") и ТВ серије ("Доктор Хаус"). Часопис Ролинг Стоун га је уврстио на листу највећих певача у послератном периоду. Године 2001, Соломон Берк је примљен у Рокенрол кућу славних. Године 2003. добио је награду Греми за најбољи блуз албум.
Женио се четири пута, а верио два, имао је укупно двадесет једно дете (14 ћерки и 7 сина), те 90 унучади и 19 праунучади.
У позним годинама патио је од гојазности и на концертима је најчешће наступао у колицима, а на сцени је седео у специјално прављеној столици у облику краљевског престола.
Један од његових последњих наступа је био 12. августа 2010. на музичком џез фестивалу Нишвил у Нишу. Умро је 10. октобра 2010. на аеродрому у Амстердаму од последица срчаног удара.

## Дискографија
- 1962 —
- 1964 —
- 1965 —
- 1968 —
- 1968 —
- 1969 —
- 1972 —
- 1972 —
- 1974 —
- 1975 —
- 1975 —
- 1979 —
- 1979 —
- 1979 —
- 1981 —
- 1983 —
- 1985 —
- 1986 —
- 1990 —
- 1990 —
- 1990 —
- 1993 —
- 1994 —
- 1997 —
- 1998 —
- 1999 —
- 2002 —
- 2002 —
- 2002 —
- 2003 —
- 2010 —